# Nemeskutas
Nemeskutas (1899-ig Nemes-Kis-Kotessó szlovákul Zemianska (Malá) Kotešová) Kotessó településrésze, korábban önálló falu Szlovákiában, a Zsolnai kerületben, a Nagybiccsei járásban. Kiskotessóból, Nemeskutasból és Vágbalázsiból egyesített település.

## Fekvése
Nagybiccsétőltól 2 km-re északkeletre, a Vág jobb partján fekszik. Kotessó északi részét alkotja.

## Története

### Kiskotessó
Kiskotessót 1598-ban „Kys Kotessowa” néven említik először, helyi nemesi családok birtokolták. Ekkor 8 háza volt. 1784-ben 21 házában 123 lakos élt. 1828-ban 16 háza volt 176 lakossal.
Fényes Elek 1851-ben kiadott geográfiai szótárában így ír a faluról: „Kis-Kotessó, Trencsén m. tót falu, Bicséhez egy fertály: 165 kath., 20 evang. lak. F. u. többen. Ut. p. Zsolna.”
A 19. század közepén egyesült Nemeskutassal.

### Nemeskutas
1598-ban „Nemes Kotessowa” néven említik először, akkor az összeírás szerint 16 ház állt a faluban. 1784-ben 21 háza volt 123 lakossal.
A 18. század végén Vályi András így ír róla: „KOTESÓ. Kis, Nagy, és Nemes Koteso. Trentsén Várm. földes Urai több Uraságok, lakosai katolikusok, és másfélék, fekszenek Rovne, Oblazovnak szomszédságaikban, határbéli földgyeik jók, vagyonnyaik jelesek, és külömbfélék.”
1828-ban 36 házában 487 lakos élt.
Fényes Elek 1851-ben kiadott geográfiai szótárában így ír a faluról: „Nemes-Kotessó, Trencsén m. tót falu, 420 kath., 108 zsidó lak. Kath. paroch. templom. Synagóga. F. u. többen.”
A 19. század közepén egyesült Kiskotessóval. 1911-ben csatolták hozzá Vágbalázsit.
1910-ben 775 lakosából 727 szlovák, 38 német, 8 magyar és 2 más anyanyelvű volt. A trianoni békéig Trencsén vármegye Nagybiccsei járásához tartozott.
1943-ban Nagykotessóval (Trencsénkutas) egyesítették Kotessó néven.

## Lásd még
- Kotessó
- Vágbalázsi
- Trencsénkutas